# Brigáda (příležitostná práce)
Brigáda je určitý specifický typ drobné výpomocné práce, která nemá povahu dlouhodobé systematické činnosti, může se jednat i o nesystematickou pracovní činnost vykonávanou svépomocným způsobem. Jedná se o práce, kterou mohou být vykonávány jako dobrovolná výpomoc prováděná zdarma nebo jen za symbolickou odměnu (dobrovolná brigáda) nebo i za mzdu (placená brigáda). V minulosti se často jednalo o nějakou činnost sezónní nebo nárazové povahy – například práce při sklizni zemědělských plodin (bramborová brigáda, chmelová brigáda, brigáda při žních, sběr mandelinky bramborové) nebo výsadbě lesních stromků prováděné po rozsáhlých lesních kalamitách apod.

## Minulost

### Neplacené brigády
V dobách totalitního komunistického režimu byly neplacené brigády poměrně časté, vykonávali je jak studenti, tak vojáci základní služby během služby, ale někdy i nejširší obyvatelstvo. V rámci tzv. Akce Z („Z“ jako „zvelebování“) bylo zvelebováno životní prostředí v obcích (např. jarní úklid), svépomocně byly budovány některé veřejné budovy (školy, zdravotní a nákupní střediska, autobusové zastávky, bytové jednotky, kanalizace a vodovody, dětská hřiště apod.).
Různé účelové brigády vykonávaly také různé spolky a občanské organizace – myslivci, dobrovolní hasiči, rybáři, chovatelé, zahrádkáři, ochránci přírody atd. apod., zde se většinou jednalo o nějaké jednoúčelové činnosti, které bylo možno vykonávat svépomocným způsobem a na které neměly velké státní firmy obvykle ani čas, chuť či potřebné provozní a výrobní kapacity.

### Placené brigády
Tyto bývaly často organizovány jak hromadně (někdy i pro celé školy najednou), účast na chmelové nebo bramborové brigádě bývala pro středoškolské i vysokoškolské studenty „dobrovolně povinná“, někdy se těchto akci účastnily celé ročníky školy (často několik tříd současně, viz film Starci na chmelu). Tyto brigády však nebývaly vždy dobře placené, studenti zde často pracovali za velmi nízké mzdy + ubytování a stravu.
Pro pražské studenty městský výbor KSČ spolu s městskou organizací Socialistického svazu mládeže pořádal v 70. a 80. letech 20. století hromadné brigádnické akce zvané letní aktivita, tyto akce pak bývaly někdy zneužívány k propagandistickým a ideologickým účelům či pseudoúčelům,[zdroj?] zaplňovaly stránky tehdejších novin v době tzv. „okurkové sezóny“ apod.
Individuální studentské brigády byly také velice běžné, zejména v některých odvětvích hospodářství s velkou poptávkou pracovních sil – např. ve stavebnictví, zemědělství, průmyslu i jinde. Byly vykonávány zejména v letních měsících v dobách, kdy si pracující vybírali své dovolené (takže vlastně měli dvojitě placený čas).

## Současnost
V současnosti je v Česku často brigáda chápána jako druh vedlejšího přivýdělku, který je rozšířený většinou mezi studenty. Zakládá se obvykle prostřednictvím dohody o provedení práce či dohody o pracovní činnosti (vztah zaměstnavatel-zaměstnanec, přesněji pracovněprávní vztah), tedy nikoliv prostřednictvím pracovního poměru.
Dohoda o provedení práce je omezena odpracováním maximálně tři sta hodin ročně u jednoho zaměstnavatele a dohoda o pracovní činnosti je omezena maximálně dvaceti hodinami týdně, což se průměruje za dobu trvání dohody o pracovní činnosti. Ta může trvat nejdéle padesát dva týdnů, což platí i pro jednoho zaměstnavatele.
Přivýdělky mají ale ještě další omezení. Zákoník práce říká, že zaměstnanec by neměl vykonávat výdělečnou činnost, která je shodná s předmětem činnosti zaměstnavatele, pokud k tomu nemá jeho písemný souhlas. Zaměstnavatel je tím chráněn před zneužití poznatků, informací a údajů, které by ho dostaly do nevýhodné pozice v rámci konkurenčního boje. Jestliže si tedy zaměstnanec přivydělává ve svém volnu ve stejném oboru, musí k tomu mít písemný souhlas svého zaměstnavatele. V opačném případě by mohl od zaměstnavatele dostat výpověď. Je lhostejné, zda brigádu provozoval na základě dohody, pracovní smlouvy nebo jako OSVČ. Osoba, která se o vykonání brigády uchází, musí dosáhnout věku alespoň 15 let. Navržená novela zákoníku práce, představená v roce 2024, však tento věk snižuje na 14 let.
Ani písemný souhlas však nemusí stačit. Zaměstnavatel ho může kdykoliv písemně odvolat. Toto odvolání pak musí doplnit odůvodněním změny svého rozhodnutí. Důvody k tomu však mohou být jakékoliv. Zaměstnanec poté musí svojí činnost neprodleně ukončit. V opačném případě mu znovu hrozí výpověď ze strany zaměstnavatele. Neměl by při ukončení ale porušit jiné předpisy, např. výpovědní lhůty, kterými je vázán k jinému zaměstnavateli. Výjimkou z tohoto omezení jsou pouze práce, které se týkají:
- vědecké činnosti,
- pedagogiky,
- publicistiky,
- literatury,
- jinak uměleckého založení.

Existují však také brigády jako neplacené činnosti v rámci spolků jako jsou myslivecká sdružení, sbory dobrovolných hasičů atd., kde je odměnou za vykonanou práci pouze její výsledek.

### Nejčastější typy
- Prodeje všeho druhu
- Manuální a výpomocné práce
- Hostesky
- Reklamní a propagační kampaně
- Průzkumy, sledování a ankety (průzkum trhu, dopravní průzkum, volební průzkum aj.)